# Ken Burwall

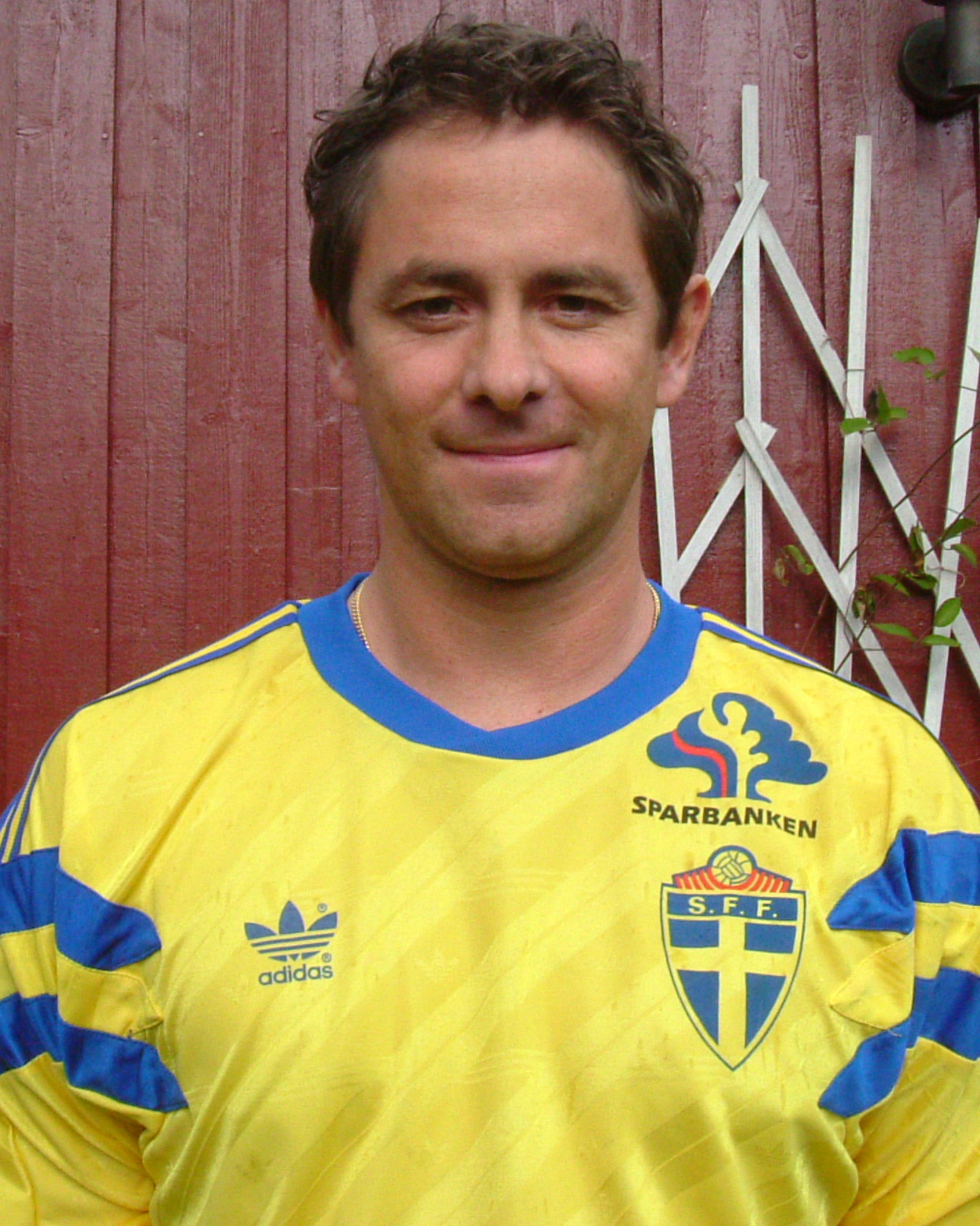

Ken Burvall, född 27 mars 1966, är en svensk fotbollsspelare från Malå i Västerbotten.
Burvall, en snabb, mångsidig och kreativ mittfältare, startade sin karriär i hemmaklubben Malå IF i dåvarande division 4. Som 18-åring värvades han till Kalmar AIK där han spelade 5 säsonger. 1990 flyttade han till Stockholm för att börja spela med Djurgårdens IF i allsvenskan. Under tiden i Djurgården fick han debutera i landslaget, i en landskamp mot Schweiz (1991-10-09, 1-3). Han deltog i landslagets Australien-turné i början av 1992 och var högaktuell för truppen till Fotbolls-EM 1992, men skador och sjukdom satte stopp för spel. Totalt gjorde han 4 landskamper (0 mål). Karriären fortsatte i Östers IF (1994) och Kalmar FF (1995), innan han prövade på proffsspel i Admira Wacker i Österrike, där han även blev utsedd till lagkapten. 1998 flyttade han av personliga skäl hem och avslutade därmed sin elitkarriär.

## Klubbar
- Malå IF (1973-1984)
- Kalmar AIK (1985-1989)
- Djurgårdens IF (1990-1993)
- Östers IF (1994)
- Kalmar FF (1995)
- Admira Wacker (1996-1997)
- Loverslunds BK (1998-1999)
- IFK Berga (2000)